# 桂滇桐
桂滇桐（学名：Craigia kwangsiensis）为椴树科滇桐属下的一个种。

## 扩展阅读
維基物種上的相關：桂滇桐